# D·S·拉马纳坦
D·S·拉马纳坦（1908年12月23日—1973年）是一位锡兰裔马来西亚政治家、市长、教师、工会活动家和军人。他是马来亚劳工党的前党员和主席，随后加入马来西亚印度国民大会党。除此之外，拉马纳坦也是乔治市第1任市长，并参与创立槟城第一所大学。创立槟城大学的想法是拉马纳坦于1959年在槟城州立法议会上提出，并在他担任槟城大学计划委员会主席时实现。
1969年马来西亚理科大学在槟城成立，现在成为马来西亚顶尖大学之一。

## 纪念

### D·S·拉马纳坦路
亚逸拉惹路旁的一条小路斯科特路被重新命名，以纪念D·S·拉马纳坦。